# Carlo Pasta
Carlo Pasta (* 5. November 1822 in Mendrisio; † 5. November 1893 ebenda) war ein Schweizer Arzt und Politiker. Von 1875 bis 1878 war er katholisch-konservatives Mitglied des Nationalrates. Er förderte den Tourismus im Mendrisiotto im südlichsten Teil des Kantons Tessin und ermöglichte den Bau der 1890 eröffneten Monte-Generoso-Bahn.

## Biografie
Seine Vorfahren stammten ursprünglich aus Gallarate in der Lombardei und liessen sich 1776 in Mendrisio nieder, wo sie in das lokale Bürgertum aufstiegen. Carlo Pasta war der älteste von vier Söhnen des Grundbesitzers Feliciano Pasta und von Marianna Bianchi. Er studierte zunächst an der Akademie in Como und danach an der Universität Pavia, wo er 1848 in Medizin und 1850 in Chirurgie abschloss. Anschliessend war er als Arzt in Mailand und Mendrisio tätig, wo er 1854/55 zur Eindämmung einer Cholera-Epidemie beitrug. 1855 zog er nach Brig im Kanton Wallis, um als Arzt eines Bergwerks zu arbeiten. Dort kam er mit dem aufblühenden Tourismus und dem Alpinismus in Berührung. Als er 1864 nach Mendrisio zurückkehrte, befand er, dass seine Heimatstadt ebenfalls davon profitieren und touristisch erschlossen werden müsse.
Pasta, ein Oberstleutnant der Sanitätstruppen, investierte sein Vermögen in den Bau eines Hotels in Bellavista, etwa auf halbem Weg zwischen Mendrisio und dem Gipfel des Monte Generoso. Um die Bauarbeiten in diesem abgelegenen Gebiet zu erleichtern, liess er einen alten Saumpfad zu einer Strasse ausbauen und neben der Baustelle einen Ziegelbrennofen errichten. Nach dreijähriger Bauzeit konnte der Albergo Monte Generoso-Bellavista in Anwesenheit zahlreicher Journalisten und Behördenvertreter eröffnet werden. Carlo Pasta kooperierte eng mit seinem Bruder Bernardino, der 1869 in Mendrisio ein weiteres Hotel errichten liess. Zusammen strebten sie an, den Monte Generose zu einem bedeutenden Luftkurort zu machen.
Die vornehmen Gäste konnten Pastas Hotel auf Mauleseln oder mit der Sänfte erreichen, was aber umständlich war. Aus diesem Grund reichte er 1874 beim Bundesrat ein Konzessionsgesuch für den Bau einer normalspurigen Bergbahn von Mendrisio über Bellavista auf den Monte Generoso ein. Die errechneten Kosten erwiesen sich jedoch als zu hoch, weshalb er das Projekt vorerst aufgab. Nachdem er 1857 und 1872 erfolglos als Nationalrat kandidiert hatte, trat Pasta bei den Nationalratswahlen 1875 erneut für die Katholisch-Konservativen an und wurde im Wahlkreis Tessin-Süd gewählt. Er vertrat diesen drei Jahre lang und verzichtete 1878 auf die Wiederwahl, 1887 scheiterte eine erneute Kandidatur.
1886 gründete Pasta die Società anonima del Monte Generoso, die eine neue Konzession für den Bau einer Bergbahn erhielt, diesmal in Form einer schmalspurigen Zahnradbahn von Capolago aus. Nach 16 Monaten Bauzeit wurde die knapp neun Kilometer lange Strecke am 4. Juni 1890 eröffnet. Auf diesen Zeitpunkt hin hatte Pasta bei der Bergstation zwei weitere Unterkünfte errichten lassen, die Hotels Kulm und Vetta. Die Zwischenhaltestelle Bellavista lag hingegen nicht bei seinem Hotel, sondern ein paar hundert Meter davon entfernt. Um den Gästen die An- und Abreise noch bequemer zu machen, gab er den Bau der Tramway Bellavista in Auftrag, die am 1. September 1891 ihren Betrieb aufnahm. Pasta starb an seinem 71. Geburtstag während einer Fahrt auf den Monte Generoso einen Schlaganfall. In Mendrisio ist eine Strasse nach ihm benannt, ebenfalls erinnert ein Denkmal im Friedhof an ihn.